# Natalja Borissowna Schipilowa
Natalja Borissowna Schipilowa (russisch Наталья Борисовна Шипилова, wiss. Transliteration Natal'ja Borisovna Šipilova; * 31. Dezember 1979 in Wolgograd, Sowjetunion) ist eine ehemalige russische Handballspielerin, die für die russische Nationalmannschaft auflief.

## Karriere

### Im Verein
Schipilowa spielte anfangs Basketball und begann das Handballspielen im Alter von 16 Jahren. Bis zum Jahr 1999 lief sie für die 2. Damenmannschaft von Akwa Wolgograd auf. Anschließend wechselte die Kreisspielerin zum russischen Erstligisten GK Lada Toljatti. Mit Lada gewann sie 2002, 2003, 2004, 2005 und 2006 die russische Meisterschaft, 2006 den russischen Pokal und 2002 den Europapokal der Pokalsieger. Zwischen 2006 und 2008 lief Schipilowa für den Ligakonkurrenten Swesda Swenigorod auf, mit dem sie 2007 die russische Meisterschaft, 2007 den EHF-Pokal sowie 2008 die EHF Champions League gewann. Anschließend kehrte Schipilowa zu Lada Toljatti zurück, mit dem sie 2012 den EHF-Pokal gewann. Im Jahr 2013 beendete sie ihre Karriere.

### In der Nationalmannschaft
Schipilowa gehörte ab dem Jahr 2001 dem Kader der russischen Nationalmannschaft an. Mit der russischen Auswahl gewann sie bei der Weltmeisterschaft 2005 die Goldmedaille, bei der Europameisterschaft 2006 die Silbermedaille, bei der Weltmeisterschaft 2007 die Goldmedaille und bei den Olympischen Spielen 2008 die Silbermedaille. Weiterhin nahm sie an den Olympischen Spielen 2012 in London teil.